# Time Runners
Time Runners è una serie di videogiochi di genere avventura dinamica pubblicati per Amiga e MS-DOS dalla software house italiana Simulmondo come collana economica da edicola, in ben 30 uscite dal 1993 al 1994, simili tra loro nell'impostazione.
Lo stile della serie è tipico dei fumetti degli anni '90 e la trama, piuttosto
ordinaria, è incentrata sul viaggio nel tempo e su minacce aliene.

## Trama
Il protagonista della serie è Max, un ragazzo che, nel primo episodio della serie, regala alla sua ragazza Jessica un anello con una strana pietra rossa. Dalla pietra parte un raggio di luce che apre un portale da cui escono due robot blu che rubano l'anello e rapiscono Jessica. Max raggiunge il suo amico Lucas e lo mette al corrente della situazione; Lucas gli spiega che, mentre collaudava una macchina del tempo da lui inventata (uno scooter capace di aprire portali temporali), la pietra dell'anello ha prodotto un'interferenza. Max usa la macchina del tempo e raggiunge la preistoria, dove incontra due cosiddette "sentinelle del tempo" Bounty Killer (che indossa un costume da supereroe) e Jack Stone (vestito con cappello e impermeabile come i detective degli anni 30), i quali gli danno vari consigli. Sempre nella preistoria, trova una base futuristica controllata dagli stessi robot blu (chiamati Skunks) dove scopre che, per viaggiare nel tempo, usano pietre rosse (chiamate "pietre spaziali") simili a quella che c'era sull'anello. In seguito, Max raggiunge prima il Medioevo, dove affronta degli Skunks rossi e il cavaliere nero, poi un futuro reduce da una guerra tra umani e robot, sorvegliato da Skunks verdi (blu nella versione Amiga, a causa di limitazioni tecniche). In questo futuro, Max raggiunge la fortezza del re degli Skunks (che si fa chiamare Cronodemone), lo uccide, libera Jessica e torna nel suo tempo con lei.
La notte seguente riceve la visita di Simulman, un'altra sentinella del tempo come Bounty Killer e Jack Stone, che gli propone di affrontare tre prove in un ambiente virtuale, superate le quali Max sarà anche lui una sentinella del tempo e otterrà una pistola laser. Superato l'esame, Max viene mandato in varie dimensioni per sconfiggere altri cronodemoni che minacciano l'umanità. Il primo (un cyborg) è nascosto in una città futuristica completamente in acciaio e Max per sconfiggerlo userà uno specchio per riflettere i suoi raggi. Nella seconda missione, Max viene spedito sul desolato pianeta Toraxid, che il cronodemone (un ragno enorme dotato di notevole intelligenza) ha intenzione di conquistare per sfruttare una risorsa energetica presente in grandi quantità; dopo essersi infiltrato sul vascello del nemico, Max e uno schiavo riescono ad assumere il comando e a teletrasportare il cronodemone su Toraxid; decidono quindi di farlo saltare in aria insieme al pianeta ma, poco prima di attivare le armi del vascello, si accorgono che sul pianeta sono giunti Lucas e Jessica a bordo di un'altra macchina del tempo (una Cadillac decappottabile); Max riesce a salvarli, poi si congeda con lo schiavo e distrugge il pianeta.
Prima di tornare sulla Terra, il gruppo si ferma in una foresta dove Lucas e Jessica però scompaiono; subito dopo Max si imbatte in un altro cronodemone (un uomo con degli occhiali ipnotici) che ha ospitato i due amici scomparsi in un lussuoso albergo, che in realtà è frutto di un ologramma e i due sono quindi imprigionati, al che ancora una volta Max sarà chiamato a salvarli. Prima di fuggire, indossa gli occhiali ipnotici del cronodemone e chiede allo stesso dove si trova l'ultimo cronodemone. Giunto sulle montagne della morte, scopre che l'unico modo per raggiungere il cronodemone nelle sue catacombe è farsi teletrasportare dal drago nero che abita in uno dei tanti cunicoli; Max riesce a sconfiggere anche l'ultimo cronodemone (un non-morto), che però disintegra il Bounty Killer. Tornato sulla Terra, il nostro eroe scopre che l'unica cultura presente è una versione futuristica della civiltà egizia, opera dell'ennesimo cronodemone (il faraone Xandor) che ha conquistato la Terra in assenza di Max.
Dopo aver eliminato Xandor, Max si confronta con un personaggio oscuro che afferma di aver creato i cronodemoni e che lo manda prima in una versione spaventosa del mondo di Alice nel Paese delle Meraviglie, poi in un mondo basato sui suoi stessi incubi (una scuola). Una volta fuggito da queste dimensioni, Max incontra il "personaggio oscuro" che si rivela essere un suo duplicato, un anti-Max. I due decidono di risolvere il tutto con un duello che si svolgerà su un pianeta abbandonato, dove tutto è coperto da foreste e in cui ci sono dei teletrasporti, in rovina ma ancora funzionanti, che permettono di muoversi da una parte all'altra del pianeta. Su questo pianeta, Max raccoglie un fucile scarico, con cui fa credere all'anti-Max di aver "gettato le armi" per poi sparargli con la pistola laser. Sconfitto il boss finale, Max recupera l'anello e si risveglia a casa di Jessica, nella stessa situazione di quando le aveva regalato l'anello. Jessica rimprovera Max di essersi addormentato nel giorno del suo compleanno e gli fa notare che nella sua giacca è presente una pistola laser giocattolo.

## Storia
La serie Time Runners è stata pubblicata dalla Simulmondo dal 1993 al 1994, per la volontà di Francesco Carlà di creare un "fumetto interattivo" con personaggi creati ex novo apposta per la serie (i Time Runners del titolo). Simulman, protagonista di una serie analoga, è comparso anche in un episodio di questa.
La serie di Time Runners era stata concepita per essere pubblicata sotto forma di collana periodica in edicola e aveva cadenza mensile; la distribuzione in Italia era affidata alla Fabbri Editori. Le prime uscite ebbero un notevole consenso, tanto che spinsero la casa italiana a esportare i titoli anche nei principali Paesi europei (Francia, Spagna, Inghilterra e Germania).
Il primo numero vendette 200 000 copie e fu ristampato in otto lingue, risultato molto notevole per il settore all'epoca. La cifra è quella dichiarata da Carlà, tuttavia secondo l'ex Simulmondo Riccardo Cangini andrebbe ridimensionata perché include anche i resi e gli invenduti delle edicole.
Il gameplay ripetitivo minò le vendite degli episodi successivi della serie, che comunque venne completata.

## Titoli della serie
Tra parentesi i titoli delle edizioni estere
1. La porta del tempo (Gateways In Time / The Door of Time, il titolo cambiava a seconda dello stato di pubblicazione)
2. La pietra spaziale (The Space Stone)
3. La grande fuga (The Big Run)
4. Il castello della paura (The Castle Of Fear)
5. Il cavaliere nero (The Black Knight)
6. La foresta stregata (The Bewitched Forest)
7. Nella terra degli invasori (In The Land Of The Invaders)
8. La fortezza inespugnabile (The Impregnable Fortress)
9. Il cronodemone (The Time Demon)
10. La sentinella del tempo (The Time Sentry)
11. La città d'acciaio (The Steel City)
12. Nel mirino del cyborg (A Target For The Cyborg)
13. Cyberkiller (Cyberkiller)
14. Toraxid, stella di guerra (Toraxid - War Star)
15. Alla velocità della luce (At The Speed Of Light)
16. L'imperatore della galassia (The Galaxy Emperor)
17. Il labirinto vivente (The Living Labyrinth)
18. L'ombra che uccide (The Killer Shadow)
19. Il principe dell'incubo (The Nightmare Prince)
20. Le montagne della morte (The Mountains Of Death)
21. La maledizione del drago nero (The Black Dragon's Curse)
22. L'eterno dannato (The Eternal Damned)
23. Il monarca del tempo (The Time Monarch)
24. Oltre tutte le dimensioni (Beyond All Dimensions)
25. Il perduto pianeta terra (The Lost Planet Earth)
26. Il guerriero del tempo (The Time Warrior)
27. Notte rossa (Red Night)
28. Oltre la fine (Beyond The End)
29. L'ultima rivelazione (The Last Revelation)
30. Duello finale (The Final Duel)